# Bandiera del Kentucky
La bandiera del Kentucky raffigura lo stemma del Commonwealth del Kentucky, sormontato dalle parole "Commonwealth of Kentucky" con in basso dei solidagi, il fiore dello Stato. 

Nel cerchio bianco sono rappresentati due personaggi che si stringono la mano: un uomo della frontiera e uno statista, a indicare coloro che diedero impulso al progresso dello Stato. 

Intorno si legge il motto dello Stato: UNITED WE STAND - DIVIDED WE FALL, cioè Uniti ci sosteniamo - Divisi cadiamo.
La bandiera è stata disegnata da Jesse Cox, un professore di arte di Frankfort, e venne ufficialmente autorizzata dall'Assemblea Generale il 26 marzo 1918 e finalizzata nel 1928.

## Bandiere storiche

Bandiera del Kentucky (1918-1963)